# 윈도우 내시빌
윈도우 내시빌은 마이크로소프트 윈도우의 1996년과 1997년 사이의 베타 버전 운영 체제이다. 원래 1996년에 윈도우 96이라는 이름으로 공개할 예정이었다. 하지만 윈도우 95가 OEM Service Release 2의 출시와 경제적 사정으로 자연스레 취소가 되었다. OEM Service Release 2의 모태가 윈도우 내시빌이다.

## 같이 보기
- 마이크로소프트 윈도우